# Peter Thompson (calciatore 1984)
Peter Thompson (Belfast, 2 maggio 1984) è un ex calciatore nordirlandese, di ruolo attaccante.

## Palmarès

### Club

#### Competizioni nazionali
- Campionato nordirlandese: 7

Linfield: 2003-2004, 2005-2006, 2006-2007, 2007-2008, 2009-2010, 2010-2011, 2011-2012
- Irish Cup: 7

Linfield: 2001-2002 2005-2006, 2006-2007, 2007-2008, 2009-2010, 2010-2011, 2011-2012
- Irish Football League Cup: 3

Linfield: 2001-2002, 2005-2006, 2007-2008
- County Antrim Shield: 4

Linfield: 2003-2004, 2004-2005, 2005-2006, 2013-2014

#### Competizioni internazionali
- Setanta Sports Cup: 1

Linfield: 2005

### Individuale
- Capocannoniere del campionato nordirlandese: 3[1]

2005-2006 (25 gol), 2007-2008 (29 gol), 2010-2011 (23 gol)